# Jinbocho

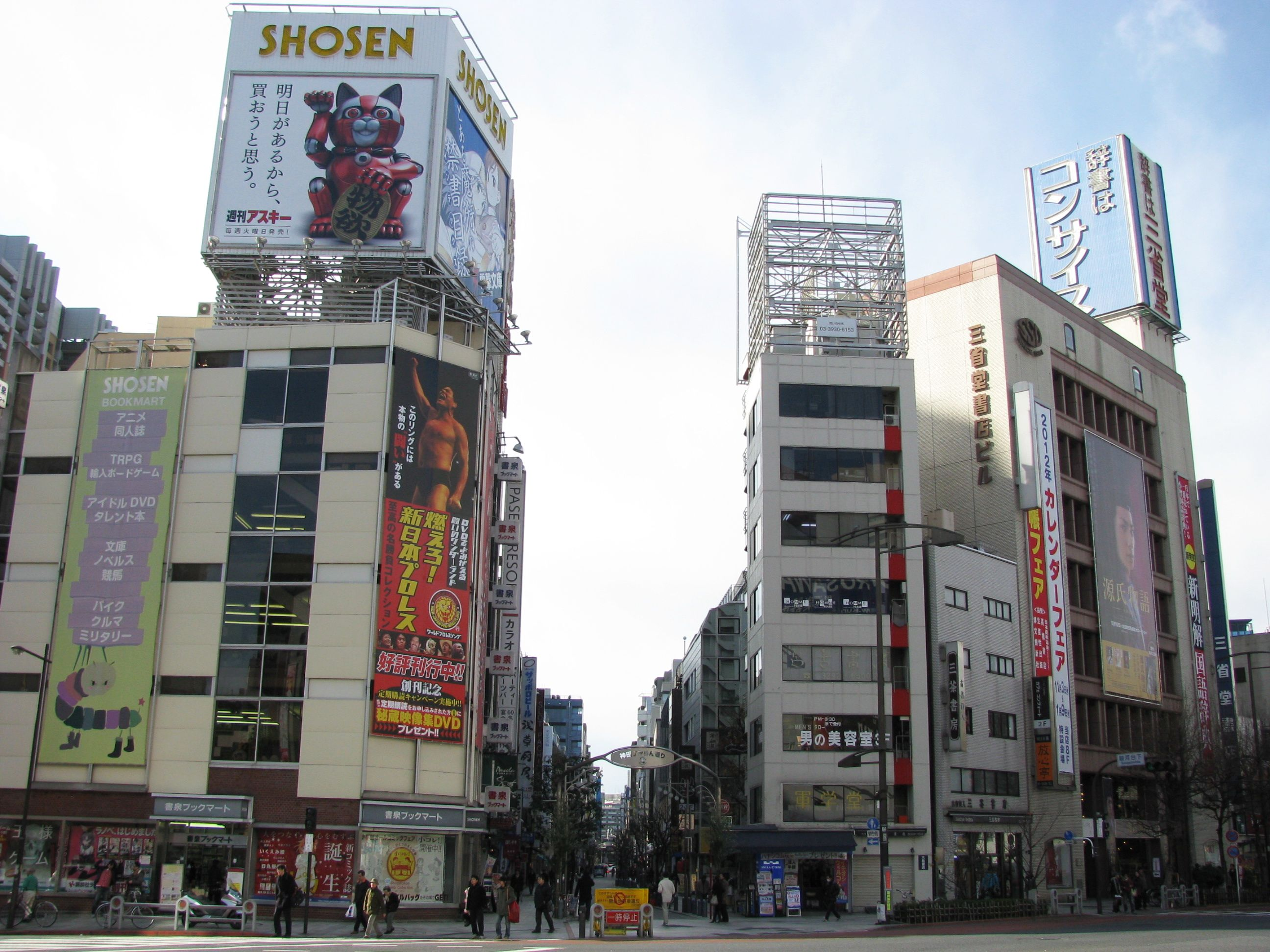
Distrito de Jinbocho

Jinbocho ou Jimbocho, é um distrito da região de Chiyoda, em Tóquio, Japão. 
Popularmente conhecido por suas lojas e editoras de livros usados e de antiguidades em Tóquio. A região é oficialmente conhecida (em endereços, etc.) como Kanda-Jinbocho (神田神保町) e faz parte da antiga região de Kanda.
O centro de Jinbocho fica no cruzamentos das vias Hakusan Dori, Yasukuni Dori, e Kanda Suzuran Dori. A região é sede da Literature Preservation Society e do Tokyo Bookbinding Club.

## História
Jinbocho leva o nome de um samurai, Nagaharu Jinbo, membro do clã Jinbo, que viveu na área no final do século XVII.
Durante o final do século XIX, quando o Japão passou por modernização da Era Meiji, muitas escolas e livrarias foram abertas na área, se tornando a região dos livros. Em 1913, um grande incêndio destruiu grande parte da área. No rastro do incêndio, um ex-professor chamado Shigeo Iwanami abriu uma livraria em Jinbocho, que acabou se transformando na atual editora Iwanami Shoten. Com o tempo, a área tornou-se cada vez mais popular entre estudantes universitários e intelectuais, e muitas outras pequenas livrarias e cafés foram abertos na região.
Recentemente, o governo municipal de Chiyoda patrocinou um grande projeto de remodelação em Jinbocho, que levou à conclusão de três novos edifícios de escritórios em 2003, impulsionando ainda mais a economia local. O Teatro Jinbocho foi concluído em 2007.

## Cultura popular
Jinbocho é um local importante na franquia Read or Die e é a área onde reside a protagonista Yomiko Readman.

## Empresas
Muitas empresas estão localizadas dentro da Jinbocho, incluindo a sede da Tokyodo Shoten, uma rede de varejo de livros e empresa de mangá Shueisha, conhecida pela antologia de mangá Shonen Jump.

## Galeria de Imagens

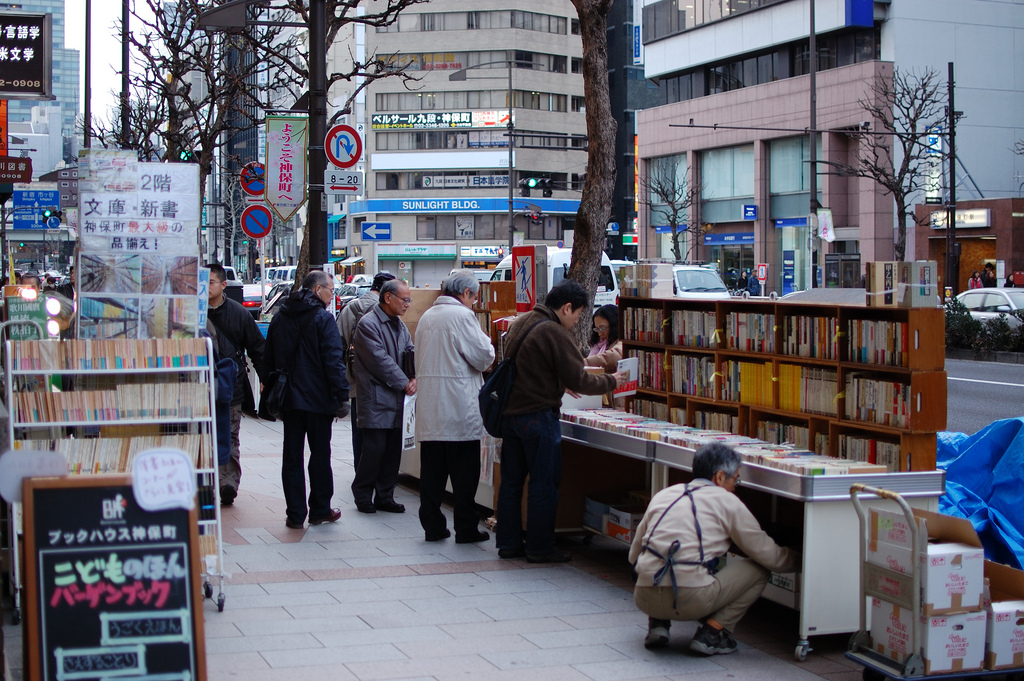
Estante de livros na rua em Jinbocho
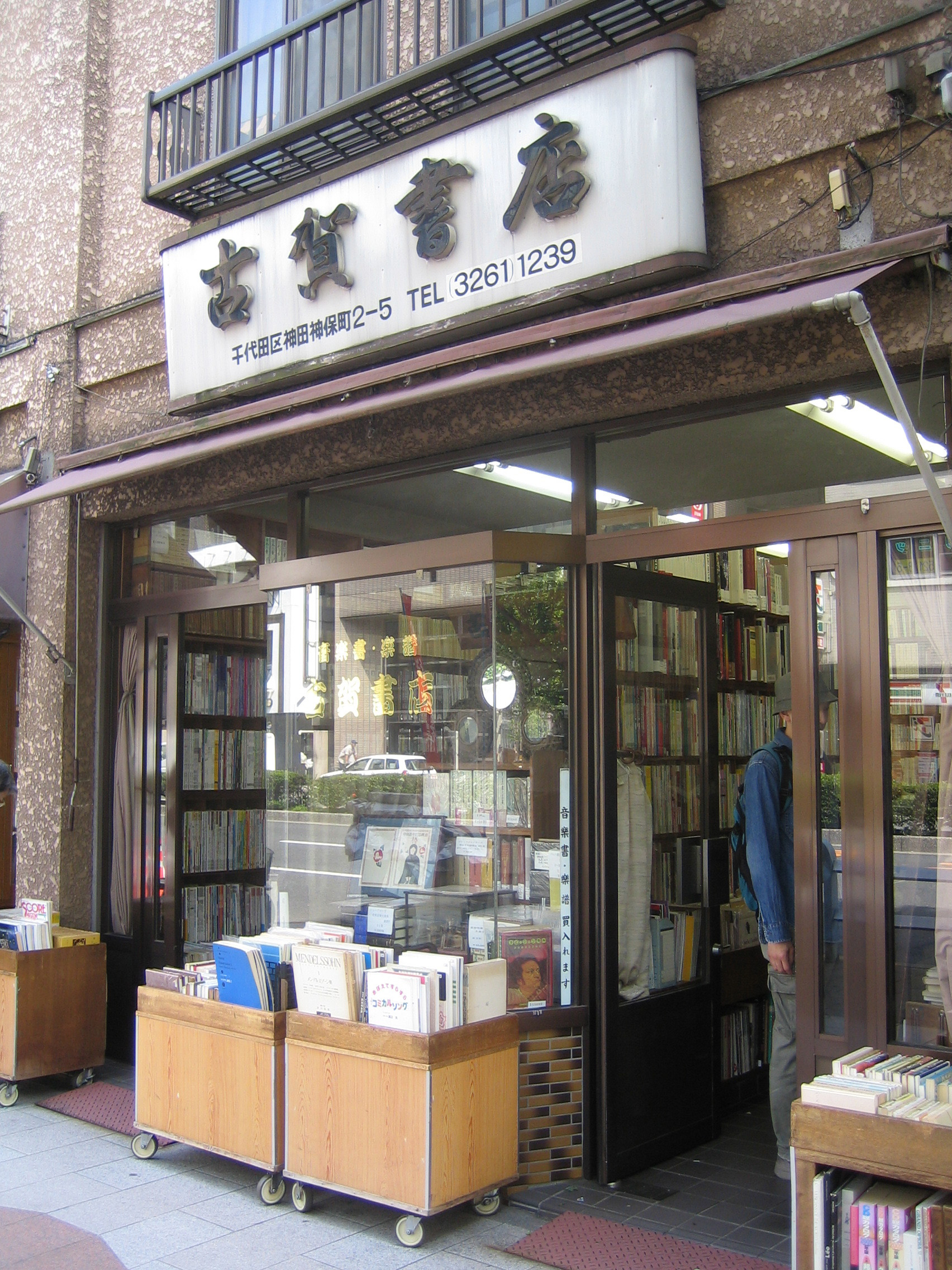
Livraria em Jinbocho
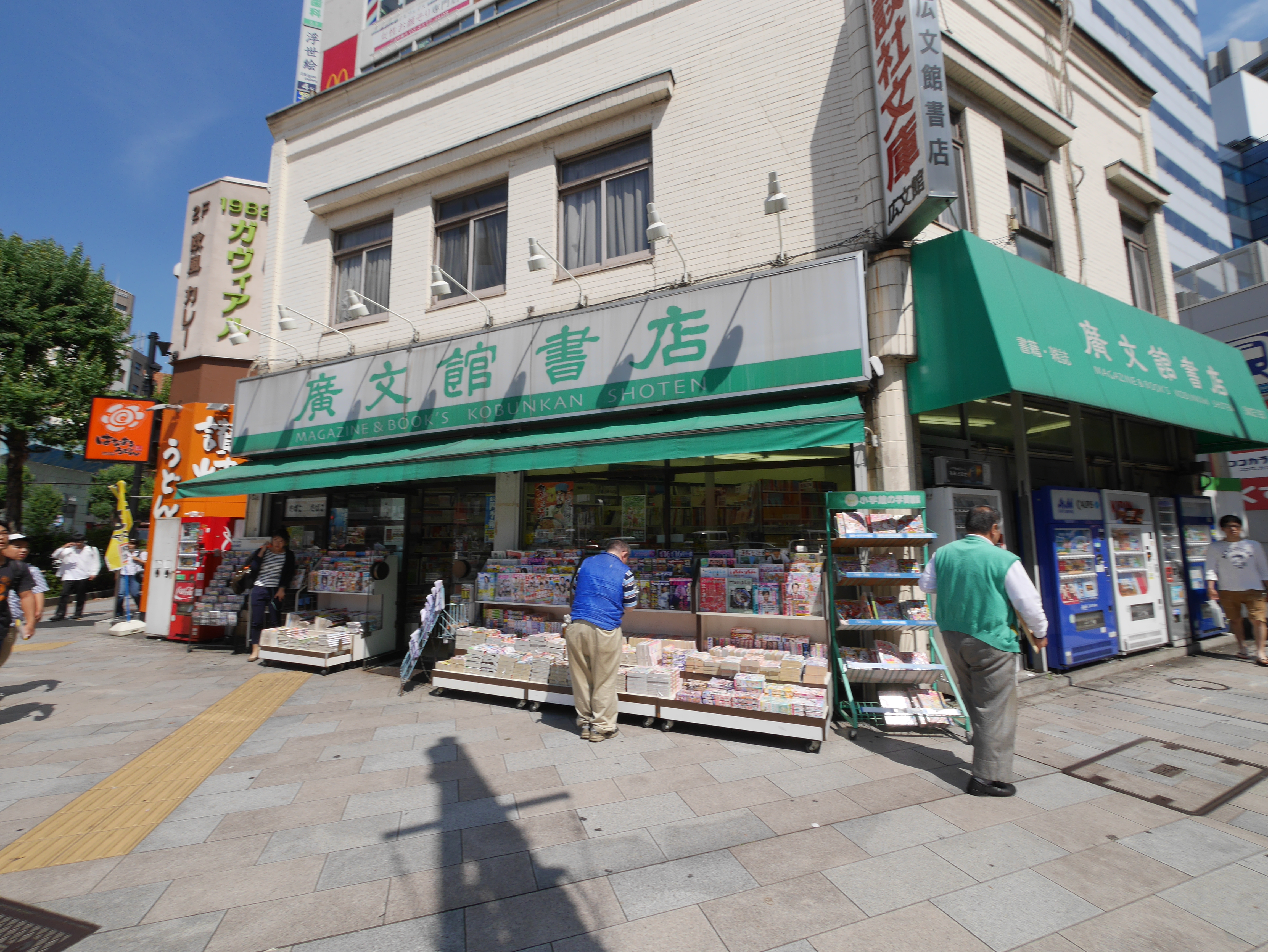
Livraria em Jinbocho
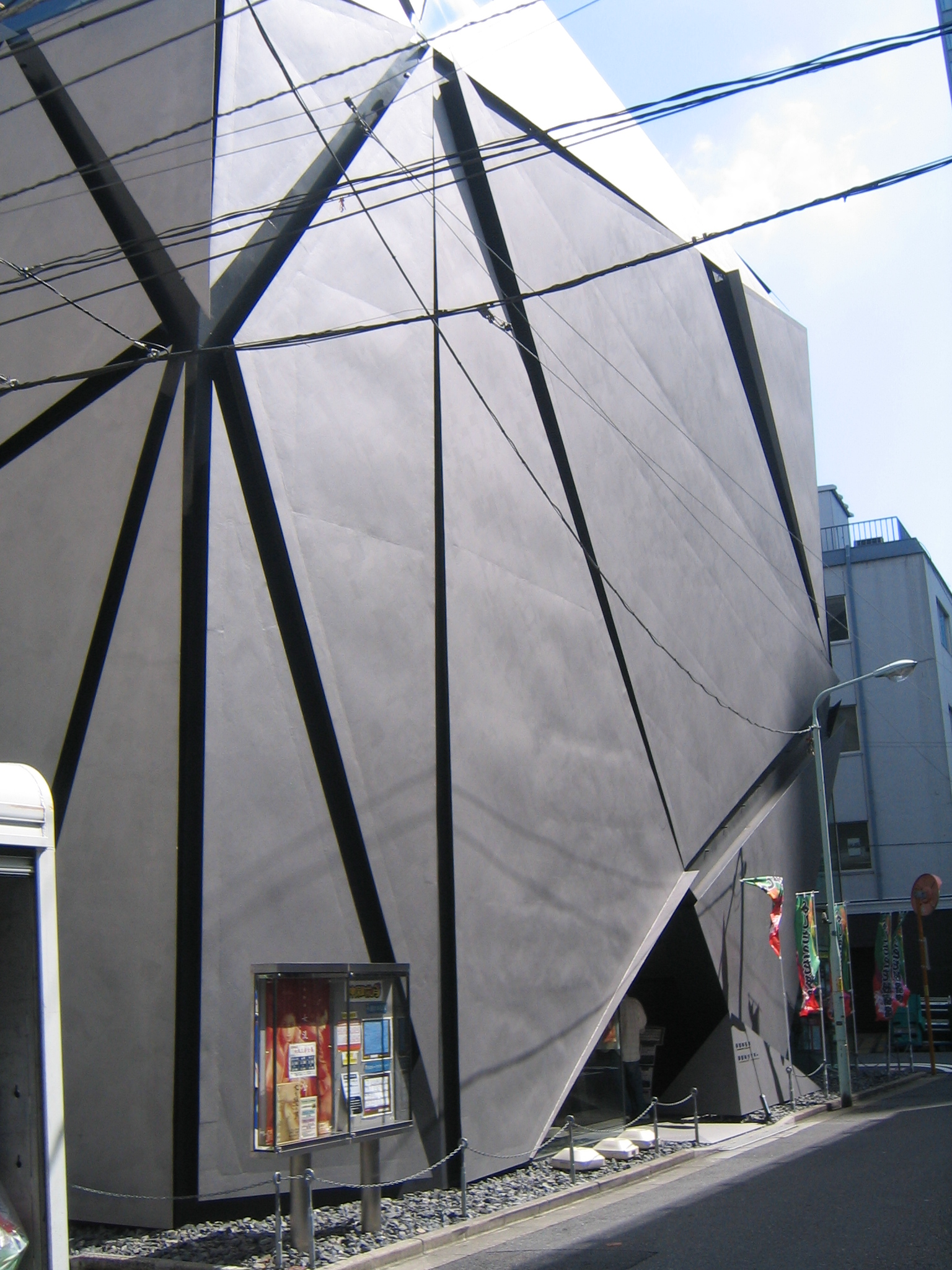
Teatro Jinbocho
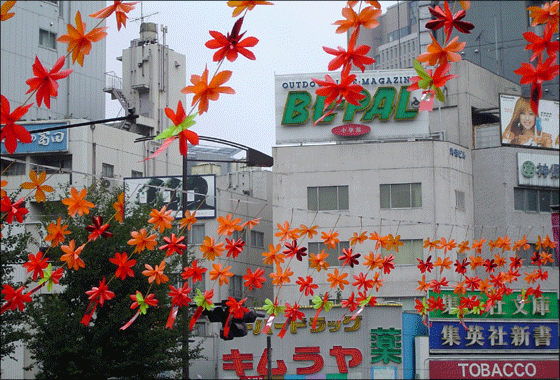
Decoração de flores em Ysukunidori e Hakusan em Jinbocho
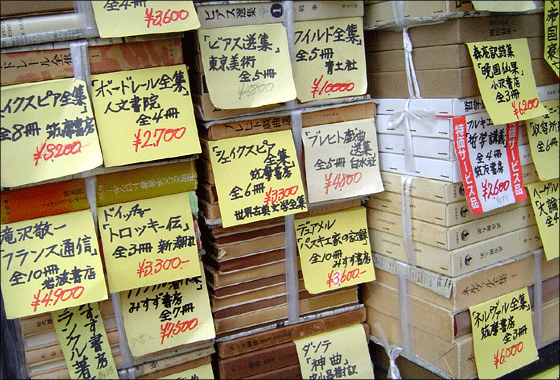
Jinbocho Fall Book Fair